# Krik
Krik ladeplads ligger ved Krik Vig i Limfjordens vestlige ende i Vestervig Sogn, Refs Herred, indtil kommunalreformen i 1970 i Thisted amt, 1970-2006 Sydthy kommune, Viborg amt. Fra 2007 i Thisted Kommune.
Ladepladsen havde ingen havn, men en 220 m lang bro, ved hvis yderende dybden var 2,5 m, og herfra førte en afmærket rende gennem det grunde farvand. Krik havde 1921 44 gårde og huse med 201 indbyggere. Der fandtes lodseri, toldklarering, statstelefon og brevsamlingssted, desuden kro, gæstgiveri, købmandshandel, bageri og pakhuse.

## Befolkningsudvikling
Udviklingen af antallet af ejendomme og indbyggere i Krik Ladeplads (og Oksenbøl by) fremgår af vedstående oversigt:
| År   | Ejendomme | Indbyggere |
| ---- | --------- | ---------- |
| 1801 | -         | 86         |
| 1840 | -         | 138        |
| 1860 | -         | 297        |
| 1870 | -         | 340        |
| 1880 | 77        | 334        |
| 1890 | 79        | 359        |
| 1901 | -         | 337        |
| 1906 | 66        | 285        |
| 1911 | 10 (38)   | 242        |
| 1916 | 39        | 287        |
| 1921 | 44        | 201        |
| 1950 | -         | 244        |
| 1955 | -         | 370        |